# Sicyodes intuens
Sicyodes intuens är en fjärilsart som beskrevs av Louis Beethoven Prout 1938. Sicyodes intuens ingår i släktet Sicyodes och familjen mätare. Inga underarter finns listade i Catalogue of Life.